# 屈翁 (曼恩-卢瓦尔省)
屈翁（法語：Cuon，法語發音：[kɥɔ̃] ⓘ）是法国曼恩-卢瓦尔省的一个旧市镇，属于索米尔区。2016年，屈翁和相邻的另外8个市镇并入市镇安茹地区博热。

## 地理
屈翁（47°28'41"N, 0°6'6"W）面积13.04 平方千米，位于法国卢瓦尔河地区大区曼恩-卢瓦尔省，该省份为法国西部内陆省份，大致对应安茹地区，北起顺时针与马耶讷省、萨尔特省、安德尔-卢瓦尔省、维埃纳省、德塞夫勒省、旺代省、大西洋卢瓦尔省和伊勒-维莱讷省接壤。
与屈翁接壤的市镇（或旧市镇、城区）包括：博塞、布里永、沙特勒内、莱布瓦当茹、勒盖德尼欧、拉朗德沙勒。
屈翁的时区为UTC+01:00、UTC+02:00（夏令时）。

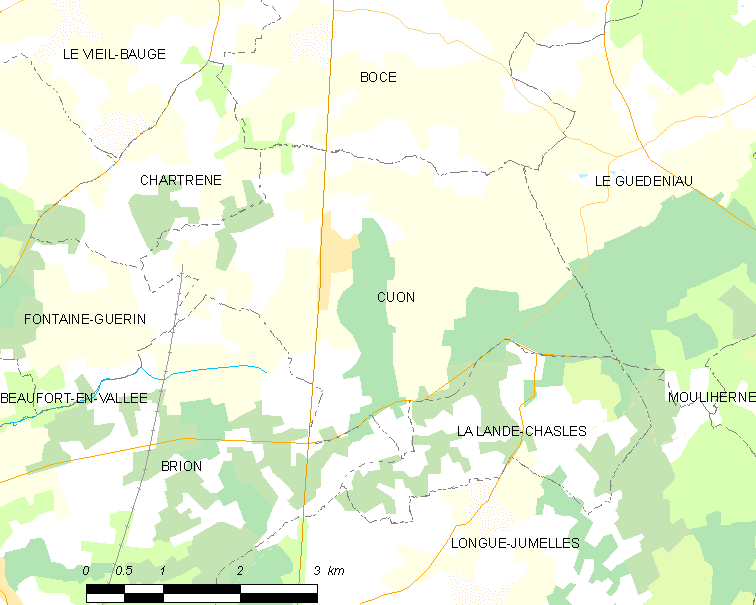
屈翁的OSM定位图

## 行政
屈翁的邮政编码为49150，INSEE市镇编码为49116。

## 政治
屈翁所属的省级选区为安茹地区博福尔县。

## 人口

1962-2008年间屈翁人口变化图示

屈翁于2018年1月1日时的人口数量为562人。